# 长征九号运载火箭
长征九号（英語：Long March 9）缩写为“CZ-9”或“LM-9”，是中国航天科技集团研制的一型可重复使用重型運載火箭。主要用于中国载人登火、太阳系外圈行星探测等多种大运载高难度任务。历任总设计师为张智、杨虎军，现任总指挥为岑拯。

## 研製歷程

### 過去的傳統構型
由於可回收火箭的發展，長征九號新構型經歷了推倒重來的步驟，据悉在2011年左右，本來长征九号已完成深度论证，计划于2033年前后首飞。當時規劃其芯级箭体直径10米级、近地轨道运载能力不低于150吨，奔月转移轨道运载能力不低于50吨，奔火转移轨道运载能力44吨，与美國土星五號運載火箭运力相近，故而对于中国未来的航天事业有着重要的战略意义。根据长征三号总设计师透露，长征九号火箭长度可达114米，起飞推力6000吨级，能把150吨的航空器送入太空。

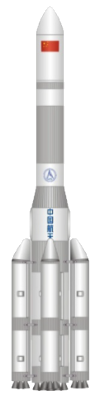
设计变更前的老构型

截至2016年，長征9號當時的設計仍為三級火箭，第一級核心直徑為10米，使用一組四台發動機。基礎型號有四個直徑達 5 米的液體燃料助推器，近地軌道有效載荷能力 140,000 公斤；長征9號A有兩個額外的助推器，近地軌道有效載荷能力 100,000 公斤；長征9號B則只僅具有 10 米直徑的核心級和 50,000 公斤的近地軌道有效載荷能力。長征九號的預期有效載荷能力屬於超重型運載火箭級別，研製計劃於2021年獲中國政府正式批准。2021年2月22日，中共中央总书记习近平、国务院总理李克强等党和国家领导人在人民大会堂接见了嫦娥五号任务参研人员并参观相关展览，其中包括原始长征九号模型和展板。

### 2021年，發表全新設計
2021年6月24日，長征系列總設計師龍樂豪在香港大學發表題為“長征火箭與中國航天”的演講，公開了有關長征九號的重大更新。長征九號的最初設計名为第11號版本（2011年），但已被名为第21號版本的新設計取代。
新設計具有許多變化，包括一级火箭直徑由9.5米增至10.6 米、总高度由103米增至108米、质量由4137吨降至4,122噸。第一階段將使用16台YF-135液氧煤油發動機，每台推力超過300噸；第二、三級將使用120噸氫氧發動機，其中第二級裝有4台，第三級裝有1台。所有油箱改為通用艙壁設計，並不具有外部助推器。近地軌道的有效載荷能力從140噸增加到150噸，而地月轉移有效載荷增加到 53 噸。龍樂豪指出，截至發佈時，新版本仍在審核中。
有观点认为之所以改為全新設計，是考慮到更有利于重複使用火箭第一級，其設計思路也更接近SpaceX星艦，而老設計则对標美國的土星五號与太空發射系統。

### 2022年：可回收登月的探索

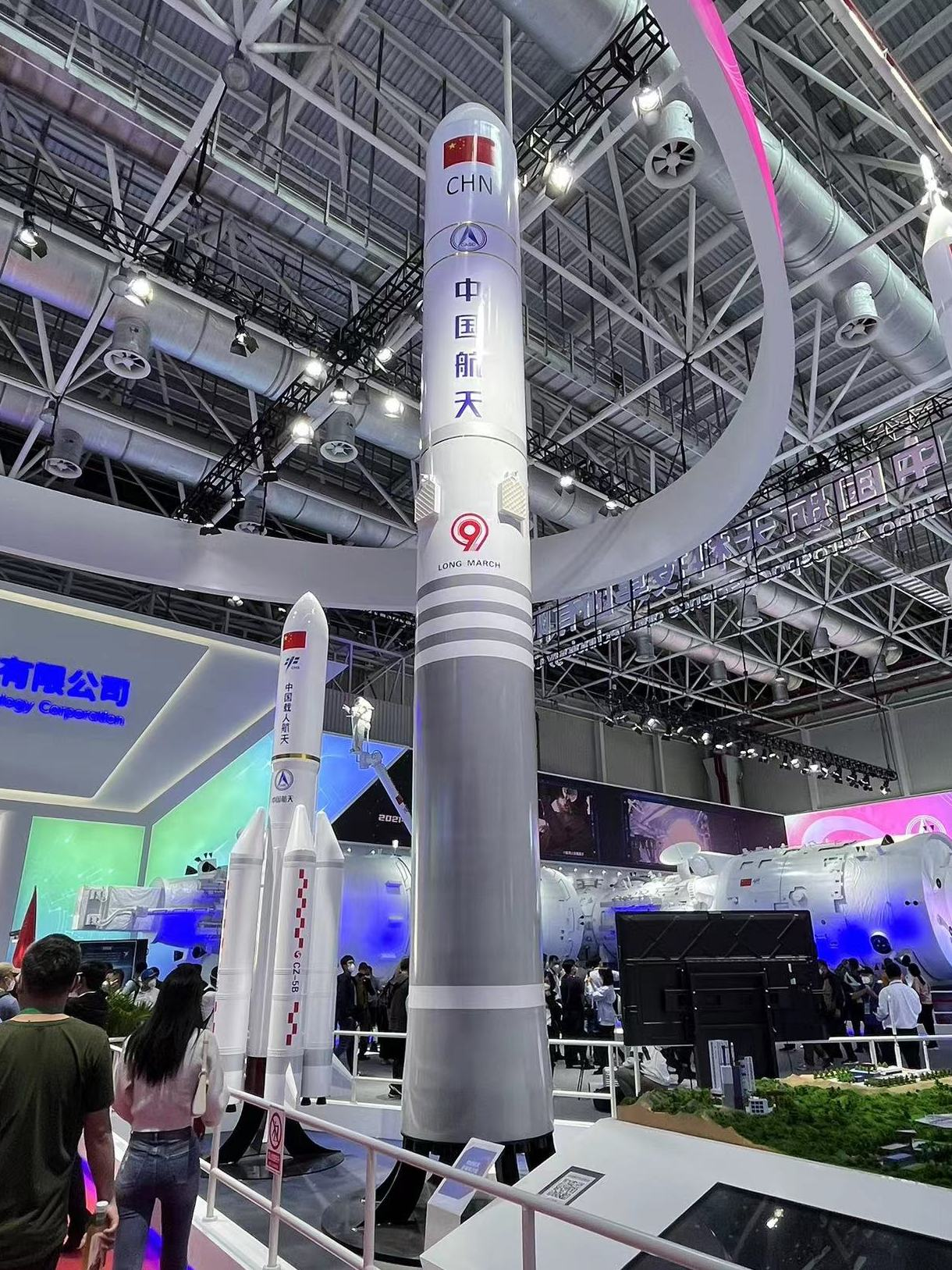
2022年珠海航展上展出的长征九号火箭模型，采用的已是无助推器光杆构型。

2022年4月23日，龍樂豪又公開了長征九號的新設計。第22號版本具有可重複使用的第一級，無側面助推器，第二級和第三級由120噸氫氧發動機提供動力，與第21號版本非常相似。然而，第一級和第二級核心直徑增加至11米，第三級直徑為7.5米。總長度增加至111米，質量為4122噸。第一級裝有26台200噸液氧甲烷發動機，代替之前設計的YF-135發動機提供動力。近地軌道的有效載荷能力為150噸，地月轉移有效載荷增為50噸。
2022年10月期间，龍樂豪再次繼續提供了長征九號的新設計細節。新版本的第一级和第二级的直径变回10.6米，第三级的直径变为与第一级和第二级一样，总长度增加为114米，第一級动力改为24台240噸液氧煤油發動機。近地軌道的有效載荷能力為100-160噸，地月轉移有效載荷增為35-53噸。

### 2023年：理想火箭接近定案
2023年2月28日，龍樂豪在南京理工大学校友终身学习云讲座中公佈了長征九號的新設計。新版本与上一版本相差不大，主要改变在于一二级动力，一级和二级分别改为30台及2台200吨级液氧甲烷发动机，起飞推力增至6118吨，而全重亦增至4369吨，有两种状态，分别为三级串联的基本型及二级串联构型，基本型地月转移轨道运载能力为35-54吨，用于
执行深空探测任务；两级串联构型的低轨运载能力为100-150吨，用于执行近地轨道任务。
2023年4月21日，CALT发布的新演示文稿显示，在上一版本的长征九号基础下，第三级改由4台YF-79膨胀机循环氢氧发动机提供动力，每台推力为25吨。

## 發動機研制进展
- 2019年3月24日，中国航天科技集团有限公司宣布长征九号火箭500吨级液氧煤油发动机燃气发生器-涡轮泵联动试验取得圆满成功[22]。

- 2021年3月5日，500噸級液氧煤油火箭發动机，全工況半系統試車取得成功。此次試驗為引擎除推力裝置外，組件配套完整的系統試車，也是該型引擎首次全工況試車。試車啟動、轉級、變工況與關機過程工作平穩，驗證了引擎設計、製造和試驗方案，為下一步進行引擎整機試車等研製工作奠定基礎[23][24][25][26]。

- 2021年7月28日，航天科技集團六院11所（京），重型運載火箭220噸級補燃循環氫氧引擎完成首台工程樣機生產[27]。

- 2021年8月2日，中国航天科技集团一院首都航天机械有限公司重型运载火箭研制团队在武汉完成了中国首件直径9.5米贮箱箱底圆环的组合焊接[28]。

- 2021年9月23日，220吨级补燃循环氢氧发动机成功进行了首次半系统试验，试验取得圆满成功 [29]。
- 2021年9月28日，長征9號運載火箭1:10模型首次在中國國際航空航天博覽會於一般民眾前亮相。

- 2021年12月10日和12月17日，六院北京航天试验技术研究所进行了25吨级膨胀循环氢氧发动机首台推力室挤压试验，试验取得圆满成功[30]。

- 2022年9月5日，25吨级闭式膨胀循环氢氧发动机首次整机热试车圆满成功，这是世界上最大规模的闭式膨胀循环发动机试车[31]。

- 2022年11月5日，500吨级补燃循环液氧煤油发动机首次整机热试车圆满成功[32]。

- 2022年11月16日，航天科技六院北京航天试验技术研究所完成25吨级闭式膨胀循环氢氧发动机全系统试验，本次试验首次搭载推力闭环调节，主级工作过程中实现多个工况深度变推，试验按照预定程序起动，发动机工作正常，试验数据获取完整，试验取得圆满成功。[33]。

## 設計改動比較
| 参数                 | 2011年版                                                                                 | 2011年版                                                                                 | 2011年版                                                                                 | 2021年版                                    | 2022年4月版                               | 2022年10月版                              | 2023年2月版                               | 2023年4月版                              |
| -------------------- | ---------------------------------------------------------------------------------------- | ---------------------------------------------------------------------------------------- | ---------------------------------------------------------------------------------------- | ------------------------------------------- | ----------------------------------------- | ----------------------------------------- | ----------------------------------------- | ---------------------------------------- |
| 高度                 | 103米                                                                                    | 103米                                                                                    | 103米                                                                                    | 108米                                       | 111米                                     | 114米                                     | 114米                                     | 114米                                    |
| 直径                 | 约19.5米（基本型总直径） 助推器：5米 一级火箭：9.5米 二级火箭：7.5~9.5米 三级火箭：7.5米 | 约19.5米（基本型总直径） 助推器：5米 一级火箭：9.5米 二级火箭：7.5~9.5米 三级火箭：7.5米 | 约19.5米（基本型总直径） 助推器：5米 一级火箭：9.5米 二级火箭：7.5~9.5米 三级火箭：7.5米 | 一二级火箭：10.6米 三级火箭：7.5米          | 一二级火箭：10.6米 三级火箭：7.5米        | 10.6米                                    | 10.6米                                    | 10.6米                                   |
| 质量                 | 4,137吨（基本型）                                                                        | 2,861吨（長征九號A）                                                                     | 1,964吨（長征九號B）                                                                     | 4,122噸                                     | 4,122噸                                   | 4,122噸                                   | 4,369噸                                   | 4,369噸                                  |
| 起飞推力             | 5873吨                                                                                   | 3915吨                                                                                   | 2447吨                                                                                   | 5873吨                                      | 5200吨                                    | 5873吨                                    | 6118吨                                    | 6118吨                                   |
| 级数                 | 3级半（基本型）                                                                          | 3级半（長征九號A）                                                                       | 3级（長征九號B）                                                                         | 3级                                         | 3级                                       | 2级/3级                                   | 2级/3级                                   | 2级/3级                                  |
| 近地轨道运载能力     | 140噸                                                                                    | 100噸                                                                                    | 50噸                                                                                     | 150噸                                       | 150噸                                     | 100-160吨                                 | 100-150吨                                 | 100-150吨                                |
| 地月转移轨道运载能力 | 50噸                                                                                     | 35吨                                                                                     | 20吨                                                                                     | 53噸                                        | 50噸                                      | 35-53吨                                   | 35-54吨                                   | 35-54吨                                  |
| 助推器               |                                                                                          |                                                                                          |                                                                                          |                                             |                                           |                                           |                                           |                                          |
| 数量                 | 4                                                                                        | 2                                                                                        | -                                                                                        | -                                           | -                                         | -                                         | -                                         | -                                        |
| 发动机               | 2台480吨级高压补燃液氧煤油发动机（YF-130）                                               | 2台480吨级高压补燃液氧煤油发动机（YF-130）                                               | -                                                                                        | -                                           | -                                         | -                                         | -                                         | -                                        |
| 单发推力             | 4800kN                                                                                   | 4800kN                                                                                   | -                                                                                        | -                                           | -                                         | -                                         | -                                         | -                                        |
| 比冲                 | 308                                                                                      | 308                                                                                      | -                                                                                        | -                                           | -                                         | -                                         | -                                         | -                                        |
| 燃料                 | 液氧/煤油                                                                                | 液氧/煤油                                                                                | -                                                                                        | -                                           | -                                         | -                                         | -                                         | -                                        |
| 一级火箭             |                                                                                          |                                                                                          |                                                                                          |                                             |                                           |                                           |                                           |                                          |
| 发动机               | 4台480吨级高压补燃液氧煤油发动机（YF-130）                                               | 4台480吨级高压补燃液氧煤油发动机（YF-130）                                               | 5台480吨级高压补燃液氧煤油发动机（YF-130）                                               | 16台360吨级高压补燃液氧煤油发动机（YF-135） | 26台200吨级全流量补燃液氧甲烷发动机       | 24台240吨级高压补燃液氧煤油发动机         | 30台200吨级全流量补燃液氧甲烷发动机       | 30台200吨级全流量补燃液氧甲烷发动机      |
| 单发推力             | 4800kN                                                                                   | 4800kN                                                                                   | 4800kN                                                                                   | 3600kN                                      | 2000kN                                    | 2400kN                                    | 2000kN                                    | 2000kN                                   |
| 比冲                 | 308                                                                                      | 308                                                                                      | 308                                                                                      | 312                                         | 330                                       | 308                                       | 330                                       | 330                                      |
| 燃料                 | 液氧/煤油                                                                                | 液氧/煤油                                                                                | 液氧/煤油                                                                                | 液氧/煤油                                   | 液氧/甲烷                                 | 液氧/煤油                                 | 液氧/甲烷                                 | 液氧/甲烷                                |
| 二级火箭             |                                                                                          |                                                                                          |                                                                                          |                                             |                                           |                                           |                                           |                                          |
| 发动机               | 2台220吨级高压补燃液氧液氢发动机（YF-90）                                                | 2台220吨级高压补燃液氧液氢发动机（YF-90）                                                | 2台220吨级高压补燃液氧液氢发动机（YF-90）                                                | 4台120吨级高压补燃液氧液氢发动机（YF-91）   | 4台120吨级高压补燃液氧液氢发动机（YF-91） | 4台120吨级高压补燃液氧液氢发动机（YF-91） | 2台200吨级全流量补燃液氧甲烷发动机        | 2台200吨级全流量补燃液氧甲烷发动机       |
| 单发推力             | 2200kN                                                                                   | 2200kN                                                                                   | 2200kN                                                                                   | 1200kN                                      | 1200kN                                    | 1200kN                                    | ~2200kN                                   | ~2200kN                                  |
| 比冲                 | 453                                                                                      | 453                                                                                      | 453                                                                                      | 442                                         | 442                                       | 442                                       | ~363                                      | ~363                                     |
| 燃料                 | 液氧/液氢                                                                                | 液氧/液氢                                                                                | 液氧/液氢                                                                                | 液氧/液氢                                   | 液氧/液氢                                 | 液氧/液氢                                 | 液氧/甲烷                                 | 液氧/甲烷                                |
| 三级火箭             |                                                                                          |                                                                                          |                                                                                          |                                             |                                           |                                           |                                           |                                          |
| 发动机               | 4台25吨级膨胀循环液氧液氢发动机（YF-79）                                                 | 4台25吨级膨胀循环液氧液氢发动机（YF-79）                                                 | 4台25吨级膨胀循环液氧液氢发动机（YF-79）                                                 | 1台120吨级高压补燃液氧液氢发动机（YF-91）   | 1台120吨级高压补燃液氧液氢发动机（YF-91） | 1台120吨级高压补燃液氧液氢发动机（YF-91） | 1台120吨级高压补燃液氧液氢发动机（YF-91） | 4台25吨级膨胀循环液氧液氢发动机（YF-79） |
| 单发推力             | 250kN                                                                                    | 250kN                                                                                    | 250kN                                                                                    | 1200kN                                      | 1200kN                                    | 1200kN                                    | 1200kN                                    | 250kN                                    |
| 比冲                 | 455.2                                                                                    | 455.2                                                                                    | 455.2                                                                                    | 442                                         | 442                                       | 442                                       | 442                                       | 455.2                                    |
| 燃料                 | 液氧/液氢                                                                                | 液氧/液氢                                                                                | 液氧/液氢                                                                                | 液氧/液氢                                   | 液氧/液氢                                 | 液氧/液氢                                 | 液氧/液氢                                 | 液氧/液氢                                |

## 类似火箭
- SpaceX星舰
- 超重型推進器
- 长征十号運載火箭